# سیارک ۴۷۸۶
سیارک ۴۷۸۶ (به انگلیسی: 4786 Tatianina، نامگذاری:1985PE2) چهار هزار و هفتصد و هشتاد و ششمین سیارک کشف شده‌است که در ۱۳ اوت ۱۹۸۵ کشف شد.
قدر مطلق سیارک برابر ۱۳٫۲۰ است.